# El Mehdi Laanaya
El Mehdi Laanaya né le 13 mai 1996, est un coureur cycliste marocain. 

## Biographie
En 2013, El Mehdi Laanaya termine deuxième du championnat d'Afrique du contre-la-montre par équipes juniors (moins de 19 ans), avec la délégation marocaine. 
En 2016, il obtient une médaille d'argent en vitesse individuelle aux championnats d'Afrique sur piste, qui se tiennent à Casablanca. L'année suivante, il intègre la réserve de l'AVC Aix-en-Provence.

## Palmarès sur piste

### Championnats d'Afrique
- Casablanca 2016
  -  Médaillé d'argent de la vitesse

## Palmarès sur route
- 2013
  -  Médaillé d'argent du championnat d'Afrique du contre-la-montre par équipes juniors